# Taschorema kimminsi
Taschorema kimminsi är en nattsländeart som beskrevs av Arturs Neboiss 1962. Taschorema kimminsi ingår i släktet Taschorema och familjen Hydrobiosidae. Inga underarter finns listade i Catalogue of Life.